# Daniel Isăilă
Daniel Ionuț Isăilă (* 29. Juni 1972 in Brașov) ist ein ehemaliger rumänischer Fußballspieler und derzeitiger -trainer. In seiner aktiven Laufbahn bestritt der Innenverteidiger 149 Spiele in der Divizia A, der höchsten rumänischen Spielklasse. 

## Karriere

### Spieler
Die Karriere von Isăilă begann bei Tractorul Brașov in seiner Heimatstadt. Im Jahr 1992 kam er in den Kader der ersten Mannschaft, die seinerzeit in der Divizia B spielte. Im Jahr 1994 wurde er zum Stammspieler, verpasste jedoch mit seiner Mannschaft mehrmals den Aufstieg in die Divizia A. Im Sommer 1996 verließ er den Klub und schloss sich dem Lokalrivalen FC Brașov an, der seinerseits im Oberhaus vertreten war. Mit seinem neuen Verein stieg er am Ende der Saison 1996/97 ab. Isăilă kehrte zu Tractorul zurück, unternahm aber bereits ein Jahr später einen neuen Anlauf beim FC Brașov. Dort kehrte er mit dem Aufstieg 1999 in die Divizia A zurück.
Nach dem Klassenerhalt in der Spielzeit 1999/2000 holte der Spitzenklub Rapid Bukarest Isăilă in die Hauptstadt. Dort konnte er sich jedoch nicht durchsetzen und kehrte bereits in der Winterpause nach Brașov zurück. Mit dem FC Brașov schloss er die Saison 2000/01 auf dem dritten Platz und war damit am größten Erfolg des Klubs seit der Vizemeisterschaft 1960 beteiligt. Im anschließenden UEFA-Pokal schied er mit seinem Team nach einem Sieg gegen MIKA Aschtarak in der Qualifikationsrunde nach zwei Niederlagen gegen Inter Mailand aus. Mit einem vierten Platz 2002/03 konnte er kurzzeitig an diesen Erfolg anknüpfen, musste aber nach dem Abstieg 2005 erneut den Gang in die Divizia B antreten. In den beiden Jahren vor dem Abstieg war Isăilă kaum noch zum Einsatz gekommen. Nachdem hinter Ceahlăul Piatra Neamț und dem Lokalrivalen Forex Brașov die Rückkehr ins Oberhaus verpasst worden war, beendete er im Jahr 2006 seine Karriere.

### Trainer
Nach dem Ende seiner aktiven Laufbahn arbeitete Isăilă als Fußballtrainer. Im Jahr 2006 wurde er Cheftrainer des FC Săcele in der Liga II. Nach einem Jahr kehrte als Assistenztrainer von Răzvan Lucescu zu seinem früheren Klub FC Brașov zurück. Auch unter Lucescus Nachfolger Viorel Moldovan blieb er dem Verein erhalten, ehe er im Sommer 2010 dessen Nachfolger wurde. Mit der Verpflichtung des Portugiesen António da Conceição Silva Oliveira im Dezember 2010 musste er jedoch wieder ins zweite Glied rücken. Nach dessen Rücktritt im Juli 2011 übernahm er dessen Aufgaben, bis wenige Wochen später José Murcia Cheftrainer wurde. Murcia löste seinen Vertrag schon Ende August 2011 auf und gab das Zepter erneut an Isăilă weiter. Auf dem 14. Platz liegend wurde er Anfang November 2011 entlassen und durch Marius Șumudică ersetzt. Am 4. November 2011 wurde Isăilă Cheftrainer beim Ligakonkurrenten Sportul Studențesc. Mit Sportul musste er am Ende der Saison 2011/12 in die Liga II absteigen. Zu Beginn der Spielzeit 2012/13 übernahm er den ebenfalls abgestiegenen Klub FCM Târgu Mureș. Im März 2013 musste er dort seinen Hut nehmen.
Im April 2013 wurde Isăilă als Nachfolger von Valentin Sinescu Cheftrainer von Erstligist Astra Giurgiu. Dort verpasste er am Saisonende knapp die Qualifikation zur Europa League. Im März 2014 wurde er entlassen und durch Florin Marin ersetzt. Anfang Mai 2014 wurde er dessen Nachfolger und wurde in der Liga Vizemeister hinter Steaua Bukarest. Anschließend gewann sein Team den rumänischen Pokal. Ende Oktober 2014 wurde er Assistent unter Anghel Iordănescu bei der rumänischen Nationalmannschaft. Nach dem Aus Iordănescus nach der Europameisterschaft 2016 wurde Isăilă von dessen Nachfolger Christoph Daum nicht übernommen. Seit Dezember 2016 betreut er die rumänische U-21-Nationalmannschaft.

## Erfolge

### Als Spieler
- Aufstieg in die Divizia A: 1999

### Als Trainer
- Rumänischer Pokalsieger:  2014
- Rumänischer Supercup-Sieger: 2014
- VAE Vizemeister: 2021